# Anartria
La anartria (del griego an, "privación"; y arthron, "articulación") es la incapacidad para la articulación de la palabra.

## Etiología
La anartria está causada por una lesión cerebral focal localizada en el núcleo lenticular.

## Cuadro clínico
La anartria es un tipo de trastorno del lenguaje caracterizado por la imposibilidad de articular los sonidos, causado por debilidad, lentitud o descoordinación muscular. La persona afectada comprende lo que se le dice, lo puede leer, pero le resulta imposible pronunciar la palabra que lee. También puede escribir las palabras, así como indicar por presiones con la mano o por cualquier otro signo el número de sílabas contenidas en la palabra, pero no puede pronunciarlas.